# CycloTech BlackBird
 (novembre 2024).
Dimensions
CycloTech BlackBird est le nom du modèle d'eVTOL que développe la société CycloTech (cette entreprise est basée en Autriche). Ce démonstrateur, équipé des propulseurs innovants Cyclorotor (en) utilisant la technologie des propulseurs Voith Schneider (ou VSP), est prévu pour effectuer ses premiers vols d’essai au début de 2025 selon toute vraisemblance.

## Historique
- 2014 : CycloTech dévoile son concept D-Dalus, un prototype qui valide la technologie CycloRotor. Cette innovation permet un contrôle de la poussée à 360 degrés, essentielle pour la mobilité aérienne urbaine.

- 2021 : CycloTech commence ses premiers essais de vol avec un prototype de démonstration équipé de quatre CycloRotors. À ce stade, l'entreprise enregistre plus de 800 vols d'essai avec ce modèle.

- Février 2024 : CycloTech annonce avoir levé 21,8 millions de dollars (20 millions d'euros) pour financer le développement de son projet.

- Novembre 2024 : CycloTech prépare le lancement de son modèle BlackBird, un eVTOL (véhicule à décollage et atterrissage vertical électrique) équipé de six CycloRotors. Le BlackBird devrait être prêt pour des tests en 2025, avec un design similaire à son concept CruiseUp de 2023.

- 2025 : Les premiers vols d’essai du BlackBird sont attendus, étape clé vers la réalisation de véhicules volants fonctionnels pour la mobilité urbaine[3].

## L'entreprise
CycloTech a développé technologie, le Cyclorotor (en) qui permet une maniabilité et un contrôle intéressants avec des propulseurs pouvant diriger la poussée à 360 degrés. L'idée étant de révolutionner la mobilité urbaine aérienne, CycloTech a introduit son concept D-Dalus en 2014 et prépare désormais le lancement du BlackBird dont les tests sont prévus pour 2025. Il se trouve que ce modèle est conçu pour les environnements urbains denses et qu'il sera prévu pour réaliser notamment des manœuvres délicates comme des arrêts en plein vol. CycloTech, ambitionne un futur où les véhicules volants seront accessibles à tous.CycloTech est dirigée par Hans-Georg Kinsky, le PDG, qui joue un rôle central dans le développement de la technologie CycloRotor et la vision de l'entreprise pour la mobilité aérienne urbaine.

## Caractéristiques techniques
1. Dimensions : Le BlackBird mesure 4,9 mètres de long, 2,3 mètres de large et 2 mètres de haut.
2. Poids : Son poids maximal est de 340 kilos.
3. Vitesse : Il peut atteindre une vitesse de 120 km/h.
4. Propulsion : Équipé de six propulseurs Cyclorotor (en) de septième génération, disposés pour permettre des mouvements dans toutes les directions, y compris latéralement et en marche arrière.
5. Technologie de propulsion CycloRotor : Ces propulseurs Voith Schneider permettent de changer l’orientation de la poussée à 360 degrés sans incliner l’appareil, améliorant ainsi l'agilité, la stabilité et la compacité de l'engin.